# 天宝 (唐朝)
天寶（742年正月—756年八月）是唐玄宗李隆基的第三個年号，共计15年。天寶與開元兩個年號可以合稱為開天。
天寶三年正月朔改“年”为“载”。天寶十五載八月唐玄宗退位為太上皇。

## 改元
- 開元三十年正月初一丁未（742年2月10日），改元天寶。[4][5][6]
- 天寶十五載七月十二日（756年8月12日），改元至德。[7][8][9]

## 大事记
- 天宝元年正月（742年），分置平卢节度使，以安禄山为节度使。
- 天寶元年，改天下諸州為郡，為「郡」在中國歷史上最後一次作為行政區的正式名稱使用。
- 天宝三载（744年），唐玄宗纳杨玉环宫中，到第二年八月，册封为贵妃。
- 天宝四载（745年），后突厥汗国在持续的内乱后，余众被回纥怀仁可汗骨力裴罗消灭。回纥逐渐占有了原突厥故地，成为唐朝北方最强大的新势力。
- 天宝六载（747年），唐将高仙芝长途奔袭依附吐蕃的小勃律，取得胜利，捉得了小勃律王而还，高仙芝因此功升为安西节度使。
- 天宝十载（751年），唐将高仙芝與阿拉伯帝國（大食）阿拔斯王朝發生戰爭（怛羅斯戰役）。
- 天宝十四载（755年），安史之乱爆发。

## 出生
- 唐德宗（742年生）

## 逝世
- 杨玉环，玄宗贵妃，719年生，756年6月22日（天宝十五載六月十四）逝

## 纪年
| 天寶 | 元年   | 二年   | 三载   | 四载   | 五载   | 六载  | 七载  | 八载  | 九载  | 十载  |
| ---- | ------ | ------ | ------ | ------ | ------ | ----- | ----- | ----- | ----- | ----- |
| 公元 | 742年  | 743年  | 744年  | 745年  | 746年  | 747年 | 748年 | 749年 | 750年 | 751年 |
| 干支 | 壬午   | 癸未   | 甲申   | 乙酉   | 丙戌   | 丁亥  | 戊子  | 己丑  | 庚寅  | 辛卯  |
| 天寶 | 十一载 | 十二载 | 十三载 | 十四载 | 十五载 |       |       |       |       |       |
| 公元 | 752年  | 753年  | 754年  | 755年  | 756年  |       |       |       |       |       |
| 干支 | 壬辰   | 癸巳   | 甲午   | 乙未   | 丙申   |       |       |       |       |       |

## 同期存在的其他政权年号
- 中國
  - 聖武（756年－757年）：安史之亂領袖安祿山之年號
  - 大興（738年－794年）：渤海文王大欽茂之年號
  - 贊普鍾（752年－768年）：南詔領袖閣羅鳳之年號
- 日本
  - 天平（729年－749年）：奈良時代聖武天皇之年號
  - 天平感寶（749年－749年）：奈良時代聖武天皇之年號
  - 天平勝寶（749年－757年）：奈良時代孝謙天皇之年號

## 參看
- 中國年號索引
- 其他使用天寶年號的政權

## 文內注釋
1. ↑  李崇智，《中國歷代年號考》，第102頁。
2. ↑  劉昫.  . 维基文库.「〔天寶〕三載正月丙辰朔，改年為載。」
3. ↑  劉昫.  . 维基文库.「〔天寶十五載〕八月癸未朔，御蜀都府衙。……癸巳，靈武使至，始知皇太子即位。丁酉，上用靈武冊稱上皇，詔稱誥。」
4. ↑  劉昫.  . 维基文库.「天寶元年春正月丁未朔，大赦天下，改元，常赦不原咸赦除之。」
5. ↑  歐陽脩.  . 维基文库.「天寶元年正月丁未，大赦，改元。」
6. ↑  司馬光.  . 维基文库.「天寶元年春，正月，丁未朔，上御勤政樓受朝賀，赦天下，改元。」
7. ↑  劉昫.  . 维基文库.「〔天寶十五載七月〕是月甲子，上即皇帝位於靈武。……是日，御靈武南門，下制曰：『……乃以七月甲子，即皇帝位於靈武。……可大赦天下，改元曰至德。……』」
8. ↑  歐陽脩.  . 维基文库.「〔天寶十五載七月〕甲子，即皇帝位于靈武，尊皇帝曰上皇天帝，大赦，改元至德。」
9. ↑  司馬光.  . 维基文库.「〔至德元載七月甲子〕是日，肅宗即位於靈武城南樓，群臣舞蹈，上流涕歔欷。尊玄宗為上皇天帝，赦天下，改元。」

## 根本史料
- 王仁裕《開元天宝遺事》